# Johannes Casembroot
Johannes Casembroot (Brugge, ca. 1525 – Vilvoorde, 14 september 1568) was een Zuid-Nederlands edelman en Neolatijns dichter. Hij was heer van Bekkerzeel, Zellik, Kobbegem, Berchem en Fenain.

## Levensloop
Leden van de familie De Casembroot waren sinds het midden van de vijftiende eeuw in Brugge gevestigd. Leonard Casembroot (1495-1558), de vader van Johannes, was in de zestiende eeuw bij herhaling burgemeester van de schepenen of schepen van Brugge. In tegenstelling met zijn halfbroers, speelde Johannes geen rol in het stadsbestuur, maar was wel goed ingeburgerd in de stad. Hij had er vrienden, die hij bedacht met dichtwerk, zoals hij deed voor Marcus Laurinus en Hubertus Goltzius.
In 1561 kocht Johannes de heerlijkheid van Bekkerzeel, in het kanton Asse, op enkele kilometers van Brussel. Hij was secretaris en raadsheer geworden in dienst van de graaf Lamoraal van Egmont. Hij had een reputatie tot de hervormden te behoren en een negatieve invloed op zijn baas uit te oefenen. Landvoogdes Margaretha van Parma, geïnformeerd door haar medewerkers, had een zeer ongunstig oordeel over hem. Haar secretaris T. Armenteros schreef in 1565: Ik heb nooit een kwaadwilliger of dubbelhartiger persoon ontmoet dan die Bekkerzeel. Hij beweert over alles te zijn ingelicht wat er gebeurt in Spanje en Italië,  terwijl hij zich hier in allerhande zaken moeit. Hij is van een eerder laag niveau, meer een soldaat dan een burger. Hij is in Mechelen getrouwd met een rijke weduwe, die een eerste maal getrouwd was met een bastaard van de graaf van Nassau en een tweede maal met Maingoval. De graaf van Egmont had hem de opdracht gegeven te onderhandelen met de Staten van Vlaanderen over belastingen en andere zaken, wat hem heel wat gezag bezorgde. De rijke weduwe was Wilhelmina van Bronckhorst, met wie hij een dochter had: Anne Casembroot. Bronkhorst was de weduwe van Alexis van Nassau-Corroy en van Jan van Lannoy.
Casembroot was een van de meest actieve promotoren van het Eedverbond der Edelen. Toen in maart 1665 de edelen tot de beslissing kwamen naar Brussel te trekken om er hun eisen aan de landvoogdes mee te delen, dat de Inquisitie moest worden afgeschaft en de godsdienstvrijheid moest aanvaard worden, werd Casembroot naar de provincie Namen gestuurd, met de opdracht de edelen van die provincie naar de afspraak in Brussel te brengen. Op 5 april was hij erbij toen de edellieden door de landvoogdes ontvangen werden en het Smeekschrift der Edelen overhandigden. Die demarche werd van Spaanse zijde beschouwd als een eerste teken van opstand tegen het rechtmatige bestuur. Later, toen Egmont werd geoordeeld, werd hem het verwijt gemaakt dat hij bij deze opstandigheid zijn secretaris niet had afgedankt.
In juli nam Casembroot deel aan de samenkomst in Sint-Truiden, waar de verklaring werd ondertekend waarbij de edelen hun bescherming toezegden aan de 'dissidenten', met andere woorden aan de aanhangers van de reformatie. Casembroot was ook aanwezig in Duffel, op 18 juli, bij de ontmoeting van de leden van het Eedverbond met Willem van Oranje en de graaf van Egmont.

### Beeldenstorm
Kort daarop vond de Beeldenstorm plaats, waarbij fanatieke benden de kerken vernielden. In de hoop de rust terug te brengen, beval de landvoogdes de afschaffing van de Inquisitie en de veiligheid van de ondertekenaars van het Compromis der edelen. Van hun kant beloofden de leden van het Eedverbond dat ze de Beeldenstormers zouden straffen, de onlusten zouden beteugelen en de hagenpreken zouden verhinderen. Casembroot werd een van de hevigsten in de uitvoering hiervan. Egmont verklaarde trouwens later dat zijn secretaris altijd verzekerd had een goede katholiek te zijn. Johannes kreeg de opdracht van Egmont, om de orde te gaan herstellen in Oudenaarde. Op weg daarnaartoe botste hij in Geraardsbergen op een bende oproerkraaiers. Een twaalftal werd door zijn soldaten onmiddellijk doodgeslagen, dertig werden gevangengenomen, waarvan er tweeëntwintig, onder wie een predikant, 's anderendaags werden opgeknoopt. Na dit machtsvertoon gaf het hervormde consistorie in Oudenaarde zich over en gaf het de katholieke kerken terug die het had geannexeerd. Vandaar trok Casembroot naar Gent, waar hij duizend tot vijftienhonderd bewoners een verklaring van katholieke gezindheid deed ondertekenen.
Onvermijdelijk verloor Casembroot alle sympathie in de hervormde middens, waar hij tot dan toe vrienden had geteld. Het hielp nochtans evenmin om bij de Spanjaarden in de gunst te komen. Op 9 september 1567 werd hij in Brussel gearresteerd, eerst in de gevangenis van de Treurenberg opgesloten, vervolgens in de gevangenis van Vilvoorde. Hij werd gefolterd, in de vergeefse hoop dat hij bezwarende verklaringen over zijn meester zou afleggen. Op 9 augustus 1568 werd hij door de Raad van Beroerten ter dood veroordeeld en op 14 september terechtgesteld.
Meer dan tien jaar later slaagde de broer van Johannes en voogd van Anne Casembroot, Nicolaas Casembroot, erin, als een van de leiders van de Calvinistische Republiek in Brugge (1578-1584), de goederen van Johannes, die men verbeurd had verklaard, aan zijn dochter terug te bezorgen, met inbegrip van de heerlijkheid van Bekkerzeel.

## Publicaties
- Oratio in quodlibeticis, 1559.[2]
- Carmen in laudem Marci Laurini et Huberti Goltzii.

## Trivia

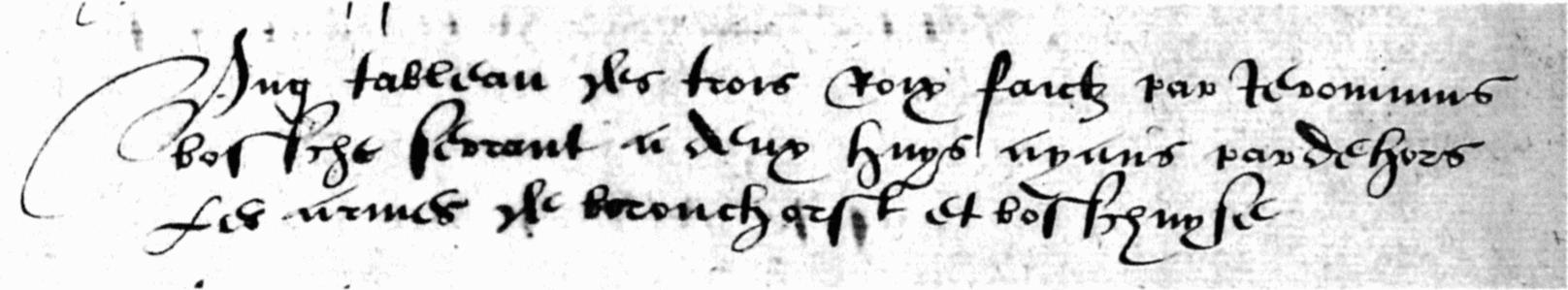
Fragment van de inventaris van Jan van Casembroot. 1567. Brussel, Algemeen Rijksarchief.

In een archiefstuk van Jan van Casembroot is sprake van een "tableau des Trois Rois faict par Jeronimus Bossche, sevrant à deux huys ayans par dehors les armes de Bronchorst et Bosschuyse". Toen Van Casembroot in 1567 door Alva gearresteerd werd, werd dit drieluik geconfisqueerd en naar Spanje verscheept. Lange tijd werd aangenomen dat dit het Driekoningen-drieluik was, een werk dat zich nu in het Prado bevindt. Onderzoek heeft echter uitgewezen dat de wapens niet overeenkomen met die van Bronchorst en Bosschuyse en dat het hier dus moet gaan om een ander, verloren gegaan schilderij.